# Cauca
Cauca é um departamento da Colômbia. Localizado do sudoeste do país, em frente para o Oceano Pacífico a oeste,o Departamento de Valle del Cauca ao norte, o Departamento de Tolima ao nordeste, o Departamento de Huila ao leste e o Departamento de Nariño, Putumayo e Caquetá ao sul.

## destinos turísticos

### Fisiológicos
A Placa do Pacífico
O Vale Pubenzia
O Maciço Colombiano 
A Cordilheira Ocidental 
O Vale da Patía
O Planalto Popayán

### Outros
Popayán
Cajibio
Inza
Coconuco

## Municípios
1. Almaguer
2. Argelia
3. Balboa
4. Bolívar
5. Buenos Aires
6. Cajibío
7. Caldono
8. Caloto
9. Corinto
10. El Tambo
11. Florencia (Cauca)
12. Guapí
13. Inzá
14. Jambaló
15. La Sierra
16. La Vega
17. López
18. Mercaderes
19. Miranda
20. Morales
21. Padilla
22. Paez
23. Patía
24. Piendamó
25. Popayán
26. Puerto Tejada
27. Puracé
28. Rosas
29. San Sebastian
30. Santander de Quilichao
31. Santa Rosa
32. Silvia
33. Sotara
34. Suárez
35. Timbío
36. Timbiqui
37. Toribio
38. Totoro

### Etnias
| Cor/Raça           | Porcentagem |
| ------------------ | ----------- |
| Mestiços e Brancos | 56,31%      |
| Afro-colombianos   | 22,19%      |
| Indígenas          | 21,5%       |